# بول لوكهارت
بول لوكهارت (بالإنجليزية: Paul Lockhart)‏ (و. 1956 – م) هو رائد فضاء من الولايات المتحدة الأمريكية . ولد في أماريلو، تكساس .

## ريادة الفضاء
شارك في المهمات الفضائية:
- STS-111
- STS-113.

## التعليم
تعلم في U.S. Air Force Test Pilot School، وجامعة تكساس التقنية